# Terpna loncheres
Terpna loncheres är en fjärilsart som beskrevs av Louis Beethoven Prout 1931. Terpna loncheres ingår i släktet Terpna och familjen mätare. Inga underarter finns listade i Catalogue of Life.